# 徐遇安
徐遇安（英語：Tsui Yuk-On，1945年2月12日—），是最長無綫電視年資的電視劇監製、前香港無綫電視劇集監製，主要負責長篇處境劇的製作。他在電視圈工作達50載，參與過數十套電視劇製作，擅長拍攝長篇處境劇，當中《真情》更播映超過千幾集，口碑甚佳。

## 背景
徐遇安於1971年在加入無綫電視工程部擔任視訊員。於曾勵珍鼓勵下，他轉職成為助導，至1988年，他離開香港到新加坡發展，並晉升成為監製，1993年重返無綫擔任監製，其作品包括《餐餐有宋家》、《真情》、《十月初五的月光》、《皆大歡喜》系列、《天天天晴》等劇均口碑甚佳，當中《真情》及《皆大歡喜系列》更締造處境劇收視佳績，成為城中熱話。而連續劇《十月初五的月光》更成為2000年代經典劇，為捧紅的女主角佘詩曼等人，佘詩曼更與男主角張智霖成為深入人心的螢幕情侶；2015年更被開拍兼上映電影版。至2012年底，繼《誰家灶頭無煙火》完成後並再開拍最成功的處境劇《愛·回家》。
徐遇安於2015年的拍畢無綫處境劇《愛·回家》後正式退休，結束44年之賓主關係。
2017年，徐遇安仍以部頭形式回巢監製的《溏心風暴3》。
2020年，他曾在首次在ViuTV監製都市喜劇拍攝的《地產仔》。

## 編導列表

### 電視劇（無綫電視）
- 1981年：《香港八一》
- 1982年：《香港八二》

## 監製列表

### 電視劇（無綫電視）
- 1994年：《婚姻物語》 《餐餐有宋家》 《阿Sir早晨》
- 1995年－1999年：《真情》
- 2000年：《十月初五的月光》
- 2001年：《公私戀事多》
- 2001年－2003年：《皆大歡喜》
- 2003年－2005年：《皆大歡喜》
- 2006年：《人生馬戲團》
- 2007年：《天機算》 《緣來自有機》
- 2008年：《甜言蜜語》
- 2009年：《美麗高解像》
- 2010年：《天天天晴》 《讀心神探》 《誘情轉駁》
- 2011年：《誰家灶頭無煙火》
- 2012年－2015年：《愛·回家》
- 2013年：《戀愛星求人》 《千謊百計》
- 2017年：《溏心風暴3》（與劉家豪合作）

### 電視劇（ViuTV）
- 2020年：《地產仔》（與鄧維弼合作）

## 曾常用主要演員
只計算在任監製時期起，含參與客串、*為前TVB合約藝人，括號內的最近為參與無綫電視劇集。
- 6部：馬浚偉*、馬海倫
- 4部：薛家燕
- 3部：黃宗澤*、田蕊妮*、徐子珊*
- 2部：李司棋*、黎諾懿、苑瓊丹*、李思捷*、林漪娸、李國麟*、謝雪心、鍾嘉欣*